# Echinochloa polystachya
Echinochloa polystachya là một loài thực vật có hoa trong họ Hòa thảo. Loài này được (Kunth) Hitchc. mô tả khoa học đầu tiên năm 1920.